# Episodi di Deep State (seconda stagione)
La seconda e ultima stagione della serie televisiva Deep State, composta da 8 episodi, è stata trasmessa in prima visione nel Regno Unito su Fox dal 28 aprile al 23 giugno 2019.
In Italia la stagione è andata in onda sul canale satellitare Fox dal 14 maggio al 25 giugno 2019.
| nº | Titolo originale            | Titolo italiano               | Prima TV UK    | Prima TV Italia |
| -- | --------------------------- | ----------------------------- | -------------- | --------------- |
| 1  | Cicero                      | Cicerone                      | 28 aprile 2019 | 14 maggio 2019  |
| 2  | Hard Sun                    | In fuga                       | 5 maggio 2019  | 14 maggio 2019  |
| 3  | Declaration of Independence | Dichiarazione di indipendenza | 12 maggio 2019 | 21 maggio 2019  |
| 4  | Tomorrow's Victory          | Non è finita                  | 19 maggio 2019 | 28 maggio 2019  |
| 5  | Surrender                   | Il dominio delle armi         | 2 giugno 2019  | 4 giugno 2019   |
| 6  | The New Normal              | Nuovi assetti                 | 9 giugno 2019  | 11 giugno 2019  |
| 7  | Changes Upon Changes        | Un cambiamento dopo l'altro   | 16 giugno 2019 | 18 giugno 2019  |
| 8  | A Dead Man's Machine        | La strategia del fantasma     | 23 giugno 2019 | 25 giugno 2019  |